# إسبيداج

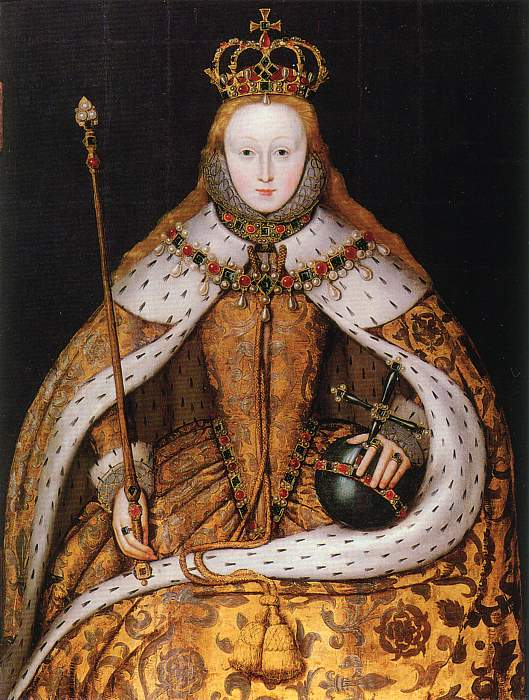
رسم للملكة إليزابيث الأولى ملكة إنجلترا، ويظن أنها كانت تضع مسحوقاً من الإسبيداج لتبييض بشرة الوجه.

الإسبيداج (أو الإسفيداج) هو الاسم الشائع لخضاب أبيض اللون يتكون كيميائياً من كربونات الرصاص القاعدية، أو ما يعرف باسم أبيض الرصاص.
شاع استخدام الإسبيداج في القرون الوسطى في أوروبا ضمن مستحضرات التجميل من أجل تفتيح البشرة. إلا أن هذا التطبيق كانت له آثار كارثية إذ تبين فيما بعد أنه أحد الأسباب الرئيسية لحالات التسمم بالرصاص.
يعتقد الكثير من المؤرخين الأوروبيين أن الملكة إليزابيث الأولى ملكة إنجلترا كانت تضعه بكثرة.